# Ótos
Ótos (latinsky Otus) je v řecké mytologii jedním z bratrů obrovitého vzrůstu. Spolu s bratrem Efialtem jsou známi jako Alóeovci.
Jejich otcem byl buď Gigant Alóeus nebo snad bůh moří Poseidón. Ve svých devíti letech byli z nich obrovští obři. Podle věštby je nemohl zabít ani člověk ani bůh. To jim dodalo sebevědomí, byli to neohrožení siláci.
Chtěli zničit samotné sídlo bohů Olymp a navíc pokořit bohyně Héru a Artemis. Na třináct měsíců uvěznili
boha války Área. Zkázu však nedokončili. Podle jedné verze je zabil svým šípem bůh Apollón, podle druhé se zjevila bohyně Artemis v podobě bílé laně, bleskurychle proběhla mezi nimi a když každý z nich po ní vystřelil svůj šíp, smrtelně zasáhli jeden druhého.
Jelikož byli ve svém krátkém životě nerozlučně spojeni, jejich společný osud je podrobněji vylíčen v článku Alóeovci, jak byla tato dvojice nazývána.

## Odraz v umění
Nejznámější vyobrazení Alóeovců je na Diově oltáři v Pergamském muzeu v Berlíně (z let 180 - 160 př. n.
l.). Zvláště dobře je zobrazen Ótos v boji s Artemidou.